# Miss Acre 2013
Miss Acre 2013 não foi um concurso e sim uma indicação, trata-se do 52ª ano de participação do Estado. A cerimônia de aclamação da nova detentora do título estadual para o Miss Brasil 2013 foi realizada dentro do Buffet Afa Jardim, localizada em Rio Branco. A coordenadora estadual Meyre Mhanaus afirmou não ter verba e apoio para realizar um concurso. Segundo ela, as candidatas inscritas para participar do certame, em sua grande maioria, não atingiram os requisitos básicos para disputar o evento nacional. Jéssica Maia, Miss Acre de 2012, coroou sua sucessora ao título no final do evento, esta foi Raíssa Campêlo.

## Resultados
| Posição   | Candidata                             |
| Miss Acre | - Rio Branco - Raíssa Campêlo Esteves |

## Ver Também
- Miss Acre 2014